# Región

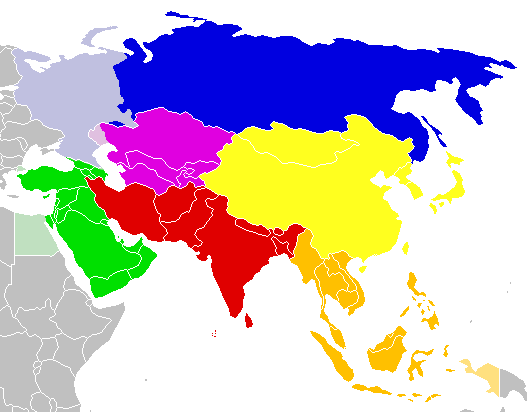
Regiones de Asia.

El término región puede referirse a una «porción de territorio» con ciertas características comunes como el clima, la topografía o la administración. Así mismo, puede referirse a las «características geográficas, históricas, culturales y sociales» de una nación. También se concibe a la región como el producto de una clasificación espacial; es decir, se refiere al proceso de agrupar elementos en clases o categorías, obteniendo como resultado áreas homogéneas a su interior y diferenciadas con las otras. Por ejemplo podemos mencionar las regiones climáticas o regiones productivas.
Puede tratarse de un área o extensión determinada de tierra más grande que las subregiones o subdivisiones que la constituyen, ya se trate de un continente como Europa, Asia, América, África, así como una parte de dicho continente (Europa Central o América del Sur), un país o conjunto de países, una cuenca, como la cuenca del Orinoco o del Danubio, una cordillera o región montañosa, etc., y mucho más grande que un lugar determinado.
Así, una región puede ser vista como el conjunto continuo de unidades más pequeñas (por ejemplo, «los países de América Latina») o como la sección de un todo más grande (como «las regiones polares de la Tierra»). Así, el concepto de región está indisolublemente ligado al de escala, por lo que podemos considerar la existencia de regiones de muy diverso tamaño, desde regiones supranacionales (por ejemplo, Comunidad Europea, Región Andina, etc.) hasta pequeñas comarcas o un reducido valle de montaña.
Las regiones son definidas de manera abstracta delimitando áreas de una o más características comunes, ya sean de orden físico, humano o funcional. Como una forma de describir áreas espaciales, el concepto de regiones es importante y ampliamente usado entre las muchas ramas de la geografía, cada una de las cuales puede describir áreas en términos regionales. Por ejemplo, el término ecorregión es un término usado en biogeografía, región cultural en la geografía cultural, región natural en geografía física, entre otros ejemplos. El estudio de las regiones en sí mismas es objeto de la geografía regional.
En la organización territorial de muchos países, el término región designa una división política del territorio de un Estado a partir del espacio regional definido según los criterios establecidos oficialmente, que generalmente pueden ser caracteres étnicos, demográficos, históricos, culturales, económicos o circunstancias especiales de clima, relieve o topografía, administración, gobierno, etc.
En geometría, una región es un trozo del plano que está comprendido entre tres o más rectas.

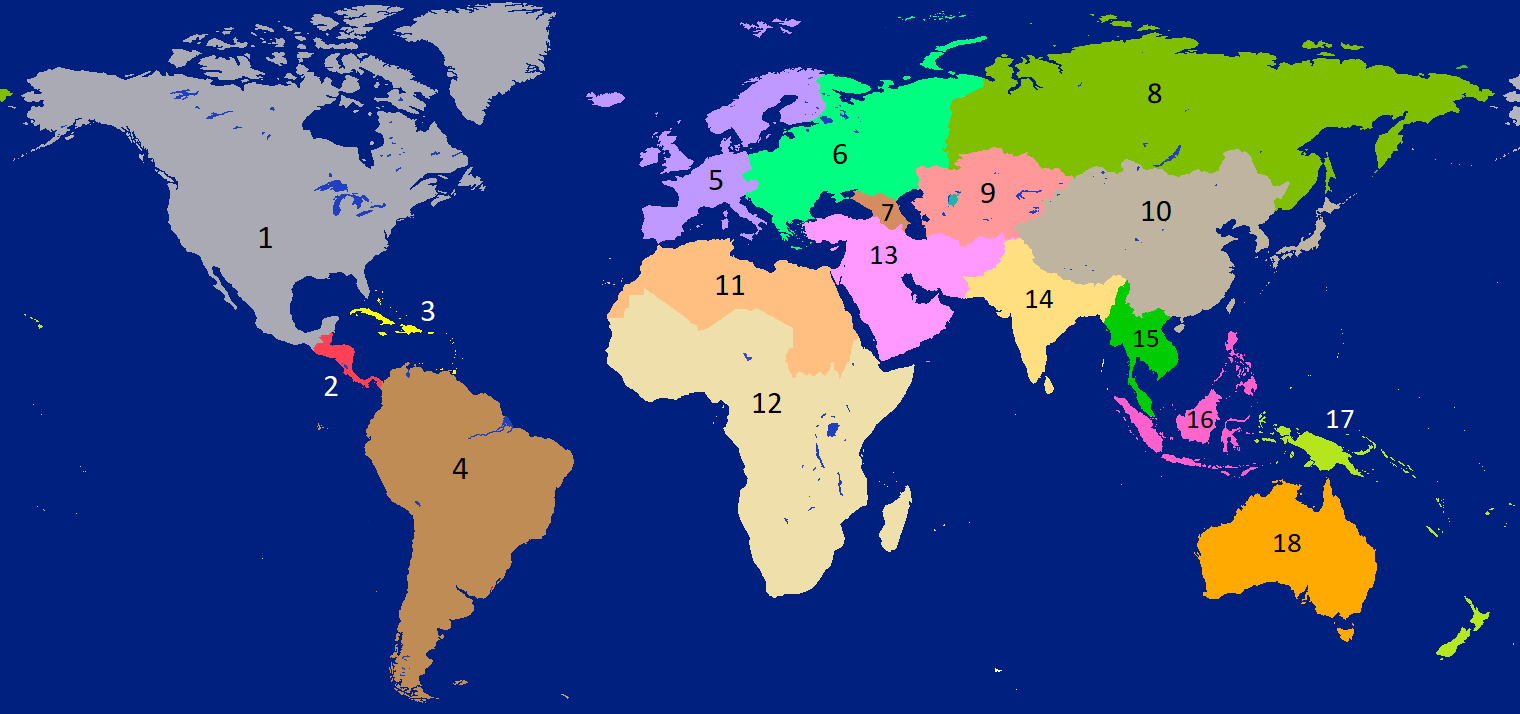
Regiones tradicionales del mundo.

## Etimología
Etimológicamente, el término región es un préstamo (siglo XIII) del latín regiō, regionis «dirección», «límite» y, de ahí, «zona territorio» de la raíz indoeuropea de rey regir y su antecedente inmediato es el concepto de reino. En el siglo XIX el nombre de los países se confundía con el de reinos, aunque no se tratara de monarquías.

## Tipos de regiones

Regiones de Argentina
Regiones de República Checa
Regiones de Chile
Regiones de Colombia
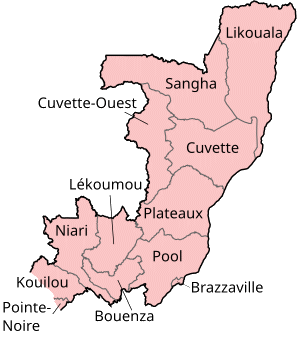
Regiones de la República del Congo
Regiones de Filipinas
Regiones de Japón

## Región geográfica
En un principio hace referencia a la geografía física de un área que muestra varios rasgos comunes como lo son el clima, el relieve, la vegetación natural, las cuencas hidrográficas y otros. Es por ello que también se denomina región natural. Tuvo gran importancia en el pasado, en épocas en las que la influencia del medio físico-natural era mucho más poderoso que en tiempos recientes. El Reino de Aragón, desarrollado en la cuenca del río Ebro, podría considerarse como una región natural que se desarrolló en la Baja Edad Media. Otro ejemplo serían las regiones naturales de Colombia, divisiones territoriales realizadas a partir de características heterogéneas en cuanto a relieve, clima, vegetación, y clases de suelo.

### Región económica
Es una región de un país definida  por una economía específica predominante: región petrolera, ganadera, agrícola, agropecuaria, industrial, etc. 
Una región vista desde la concepción económica es aquella estructura espacial desde la cual las fuerzas productivas y las relaciones de producción se encuentran en función del resultado de un producto común a un territorio concreto. Este se constituye en tradición e identidad regional dentro del proceso de la producción a lo largo de la historia regional, funcionando desde la base económica territorial como sistema homogéneo y coherente, aunque no exento de irregularidades, debido al carácter subjetivo que alcanza el proceso de la producción y el resultado de la misma en términos históricos e identitarios. Es así como podemos identificar regiones tipo con resultantes productivas: regiones vinícolas, regiones ganaderas, regiones madereras, regiones cañeras. El producto económico que identifica a cada región, le otorga sentido al proceso dinámico de las relaciones socioculturales del territorio, lo que hace que la misma se convierta en un cuerpo homogéneo diferente a otros de su misma naturaleza.
Ejemplos: el Corn Belt en el Medio Oeste norteamericano (Cinturón del maíz, región agropecuaria y de industrias cárnicas), el Cotton Belt (Cinturón del algodón) en el sur de los Estados Unidos, el valle del Ruhr en Alemania (región siderúrgica e industrial), Los Llanos colombo-venezolanos y la Pampa en Argentina (regiones agropecuarias), el Jura en Suiza (región lechera y relojera), los campos de agricultura y ganadería en México, las cuencas petroleras en México, así como muchas otras.

### Región cultural
Las distintas culturas que existen en el mundo resultan de la integración de numerosos rasgos sociológicos, históricos, económicos, lingüísticos, ambientales y políticos que se desarrollan a través del tiempo con cierta independencia de las regiones vecinas, por lo que se va creando una diferenciación originada por ese aislamiento (absoluto o relativo) con relación a dichas regiones vecinas. Podemos decir que el aislamiento genera diversidad mientras que el contacto continuado generan una mayor homogeneidad cultural, lo cual es perfectamente explicable. Con mucha frecuencia, las fronteras culturales resultan ser más poderosas que las físicas, económicas o políticas. En la cuenca del Danubio se pueden ver los problemas que confrontan muchos países con culturas diferentes (recordemos las guerras recientes en los países de la antigua Yugoslavia), a pesar de compartir una misma geografía física y unas bases económicas similares. Es un ejemplo, como se puede ver en dicho artículo, de una serie de naciones y regiones sumamente heterogéneas desde el punto de vista cultural, lo que se ha traducido en un alto nivel de conflictividad a lo largo de la historia.
Como ejemplos de regiones culturales se pueden citar: la provincia de Quebec en Canadá, el país de Gales en el Reino Unido, Valonia en Bélgica y muchas otras.

### Región histórica
Una región es histórica cuando se asocia tradicionalmente a un pueblo, sociedad o nación con rasgos específicos que se exteriorizan en elementos culturales de esa región, especialmente la lengua y la arquitectura, y con la cual se identifican sus habitantes. En algunos casos se corresponden con antiguos estados.

### Región urbana
Se trata de una unidad urbanística superior a los conceptos de comarca y área metropolitana, con centro en una conurbación o gran ciudad, que subordina a ella las actividades productivas, terciarias, etc., de toda la región. Normalmente los recorridos habituales desde los núcleos y zonas dispersas a la ciudad central y viceversa se traducen en unas redes de transporte densas que entrelazan el territorio.

### Región social
Es un concepto de origen marxista que se refiere al espacio construido por unas determinadas relaciones sociales de producción. Es conceptualmente más amplio y completo al involucrar aspectos económicos, políticos e ideológicos.[cita requerida]
En su investigación acerca de los conceptos sobre la región, el investigador cubano Leonid Hernández, plantea que una región social toma en cuenta el conjunto de comunidades que habitan en determinado territorio y cuya particularidad radica precisamente en la confluencia de relaciones comunes en el ejercicio del poder, resultantes estas de las condiciones naturales y económicas yacentes en los límites geográficos regionales. El conjunto de las relaciones socioclasistas en el marco de las regiones tipo, son las encargadas de promover el desarrollo sociocultural basándose la plataforma de tradiciones o costumbres, comunidad de idioma, e influencias exteriores que en estos sentidos hayan podido afectar en mayor o menor grado el estado de cosas o la estructura comunitaria ya existente.

## Municipio, comarca y región
Como se ha señalado antes, el concepto de región está indisolublemente ligado al de escala. De aquí que las subdivisiones que pueden hacerse de una región también pueden variar de tamaño, características y de funciones, tanto económicas como administrativas o urbanas. 
- El municipio es una institución nacida en la Edad Antigua durante la expansión romana, proceso que tuvo unos claros precedentes en la administración de las ciudades griegas, hasta tal punto de que este término, de origen latino, podría considerarse como una institución característica de la cultura grecorromana. Su administración siempre ha seguido una especie de régimen más o menos democrático hasta nuestros días y se ha venido desarrollando y mejorando a través de la Edad Media y, sobre todo, de la Edad Moderna, cuando los imperios español y portugués crearon miles de municipios en América y en otros continentes. Consta de un territorio (término municipal en España), un gobierno que suele ser electo por los habitantes (concejo municipal, compuesto por los ediles o concejales y dirigido por un alcalde o presidente del concejo municipal) y una serie de normas y reglas de convivencia y administración, creadas generalmente a través de la costumbre (leyes consuetudinarias).

- La comarca suele ser un área inicialmente fronteriza y poco poblada (al menos en sus comienzos) y que por lo general, coincide con lo que se denomina región natural, ya que sus características predominantes en un principio son más físicas que humanas.
- Por último, la región ha tenido un significado relativamente ambiguo y cambiante: en un principio se ha referido a un área bajo soberanía de un rey o de una persona con un título semejante, para convertirse en épocas mucho más recientes, en un territorio administrativo con características diversas, dentro de un estado.

## Regionalismo
Pierre George define el regionalismo como una «ideología política cuyo objetivo es la promoción de la autonomía regional».